# Junibacken

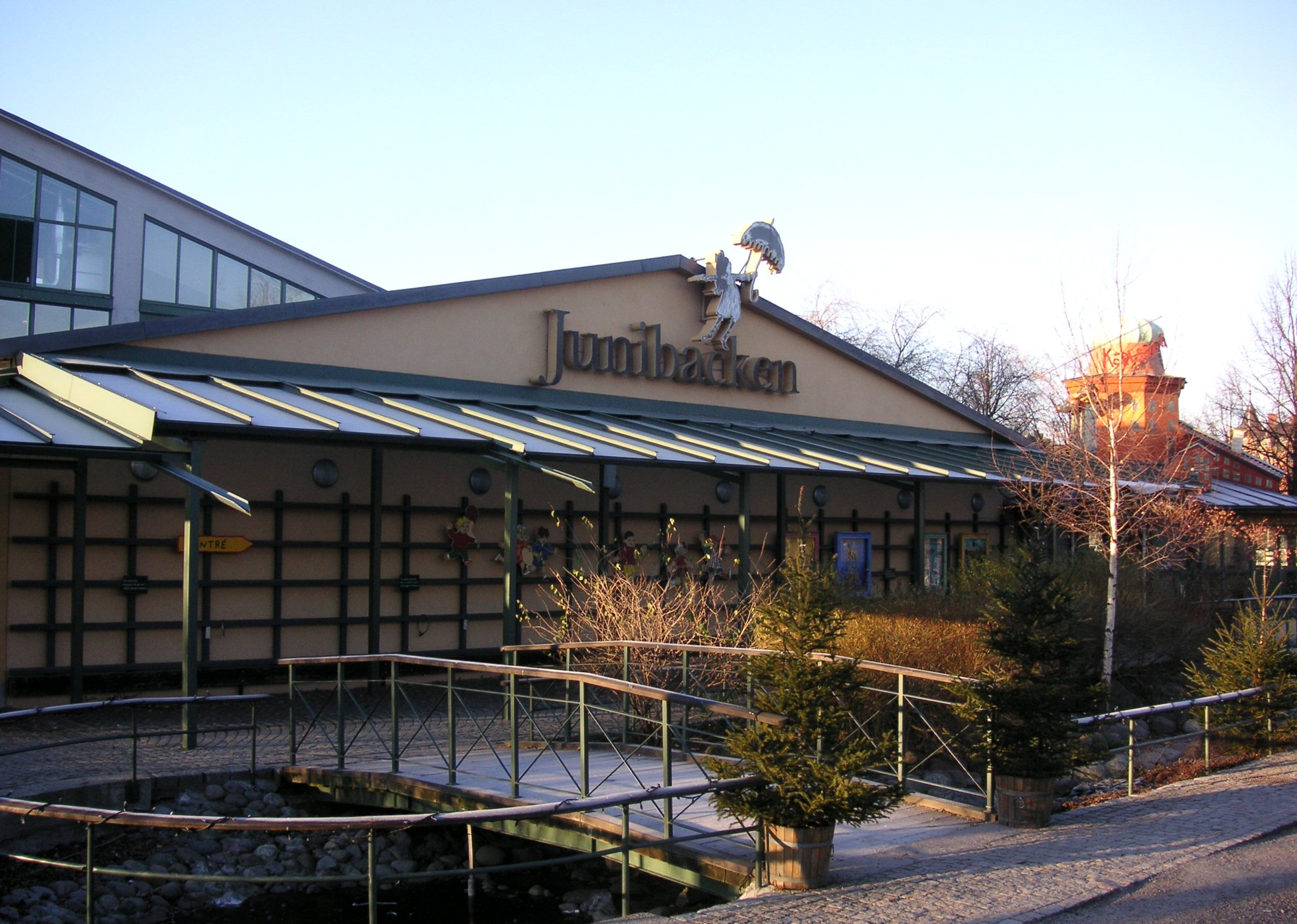
Junibackens entré 2007.

Junibacken är ett upplevelsehus med fokus på barnlitteratur, på Djurgården i Stockholm, invigt den 8 juni 1996. Området har fått sitt namn efter den fiktiva gård där Astrid Lindgrens barnboksfigur Madicken bodde.

## Fasta inslag

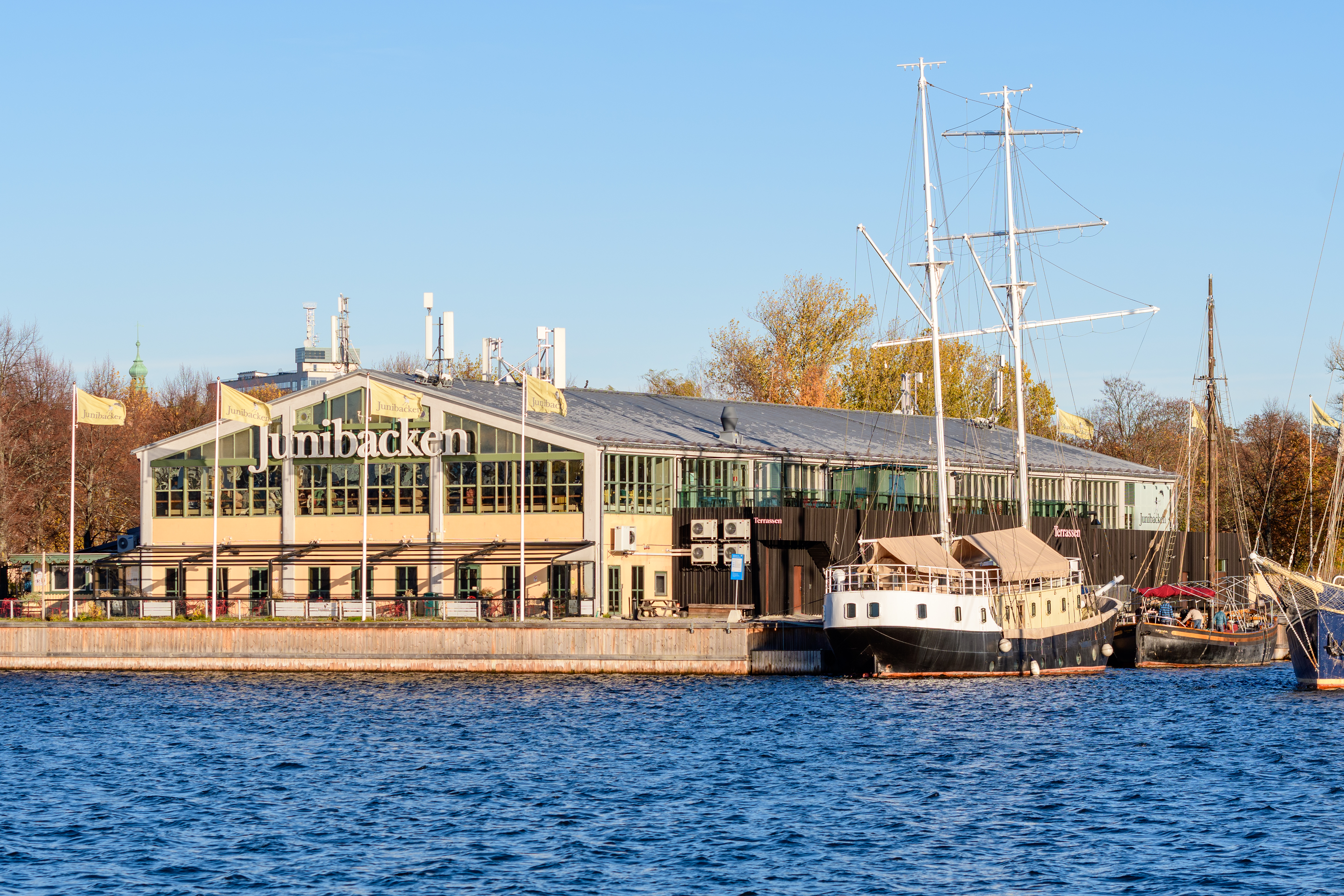
Junibacken sedd från Saltsjön.

### Sagotorget
På Sagotorget, före påstigningen till Sagotåget, finns hus och miljöer från sagor skrivna av olika barnboksförfattare, till exempel Mumintrollen, Mulle Meck och Alfons Åberg. Uppdraget att gestalta Sagotorget gick till konstnären Tor Svae, som även skapade merparten av Junibackens temautställningar.

### Sagotåget
Sagotåget består av vagnar där besökarna kan åka genom tredimensionellt uppbyggda miljöer av Astrid Lindgrens sagor, från Madicken till Emil i Lönneberga till Ronja rövardotter. Miljöerna är uppbyggda efter illustrationer av Marit Törnqvist som även ledde uppbyggnaden av scenografin. All scenografi är handgjord av dekorhantverkare från Sveriges främsta teatrar. Passagerarna vägleds genom sagorna av ett ljudspår som finns på 12 olika språk. I den svenskspråkiga versionen hörs Astrid Lindgrens röst.

### Villa Villekulla och teater
I Villa Villekulla-rummet, som ligger vid sagotågets ändstation, finns Pippis hus, ritat av Marit Törnqvist. Det spelas också teater här, av Junibackens teaterensemble. Varje år spelas cirka 1 600 föreställningar.

## Historia

### Bakgrund
Initiativtagaren till Junibacken var Staffan Götestam som alltid tyckte att museer var tråkiga när han var liten. Han hade en vision om att bygga något annat än ett vanligt barnmuseum, något lekfullt och interaktivt. Som barn älskade han teater, så målet var att kombinera teaterns idé med ett kulturhus för barn. Götestam presenterade sitt förslag för Astrid Lindgren; i det stadiet var det enbart hennes verk han ville presentera. ”När jag frågade Astrid om hon ville låna ut sin sagovärld svarade hon: Ja ... men på ett villkor. Jag vill att andra författare och kreatörer ska vara med också. Jag vill inte ha något Astrid Lindgrenmuseum!” Så föddes idén om ett barnkulturhus med tredimensionellt uppbyggda sagomiljöer.

### Tillfälliga utställningar
| År        | Titel                             | Författare                                                           | Beskrivning |
| --------- | --------------------------------- | -------------------------------------------------------------------- | --- |
| 1996–1997 | Saga, data, leka, lära            |                                                                      | Lek & lär-utställning. |
| 1997–1998 | Hemma hos Alfons Åberg            | Gunilla Bergström                                                    | En utställning baserad på Gunilla Bergströms barnboksfigur Alfons Åberg, som bland annat innehöll Alfons lägenhet. |
| 1998–2000 | Hemma hos Pettson och Findus      | Sven Nordqvist                                                       | Baserad på Sven Nordqvists figurer, gubben Pettson och hans katt Findus. |
| 2000–2001 | Trazan och Banarne                | Lasse Åberg                                                          | Trazan & Banarnes djungelvärld, med Trazans trädkoja, studsmatta och Olyckans kraschade bil. |
| 2001–2002 | Maja på Junibacken                | Lena Anderson                                                        | |
| 2002–2003 | Mulle Meck på Junibacken          | George Johansson och Jens Ahlbom                                     | |
| 2003–2004 | Bolibompa på Junibacken           |                                                                      | |
| 2004–2005 | Mumin på Junibacken               | Tove Jansson                                                         | Tove Janssons Mumindalen, med Muminhuset, Muminpappans badhus och Mårrans mörka grotta. |
| 2005–2006 | Mamma Mu och Kråkan på Junibacken | Jujja och Tomas Wieslander, illustrationer av Sven Nordqvist         | |
| 2006–2008 | Karlsson på taket på Junibacken   | Astrid Lindgren                                                      | Till firandet av Astrid Lindgren 100 år bestämde man sig för att bygga upp en utställning baserad på en av hennes barnboksfigurer, nämligen Karlsson på taket, som t.ex. innehöll Karlssons hus på taket och Lillebrors lägenhet. |
| 2008–2009 | Elsa Beskows sagovärld            | Elsa Beskow                                                          | Baserad på Elsa Beskows barnböcker, bland annat Tomtebobarnen. Utställningen finns numera uppbyggd på Arlanda terminal 5. |
| 2009–2011 | En annorlunda värld               | Lennart Hellsing                                                     | En utställning med Bagar Bengtsson, Krakel Spektakel m.fl. |
| 2011–2013 | Skrot på Junibacken               | Jan Lööf                                                             | Baserad på Jan Lööfs böcker om SkrotNisse & hans vänner, Pelle och Morfar är sjörövare. |
| 2013–2015 | Monster och Mysterier             | Martin Widmark, illustrationer av Helena Willis och Christina Alvner | Lasse och Majas stad, Valleby. Längre in finns även en teaterscen som föreställer trappan upp till vinden från boken Monsterakademin.                                                                                             |
| 2015–2017 | Mumin på Junibacken               | Tove Jansson                                                         | Ny tappning av den tidigare utställningen från 2004 om Mumintrollen. |
| 2017–2020 | Barbro Lindgren på Junibacken     | Barbro Lindgren                                                      | Baserad på Barbro Lindgrens mest kända karaktärer, som t.ex. Vilda Bebin, Max och Loranga. |
| 2020      | Ture Sventon på Junibacken        | Åke Holmberg                                                         | Baserat på Ture Sventons detektivvärld. |
| 2020–2023 | Huller om Buller med Pippi        | Astrid Lindgren                                                      | Till firandet av Pippi Långstrumps 75-årsjubileum skapades en utställning bestående av välbekanta miljöer från böckerna om Pippi.                                                                                                 |
| 2023-     | Eeemil - Snickerboa hopp fallera  | Astrid Lindgren                                                      | I samband med firandet av Emil i Lönnebergas 60-årsjubileum skapades en utställning baserad på Emils snickerboa. |

### Senare förändringar
Under 2006 hade scenen med Katla i Sagotåget modifierats för att bli mindre läskig. Ursprungligen när åskådarna passerade "karmafallet" var Katla för nära dem. Draken ändrades eftersom den skrämde många små barn som åkte Sagotåget. Den gick sönder samma år som den ändrades. I nya scenen med Katla såg åskådarna Katla på avstånd, från Skorpans och Jonatans synvinkel. En annan skillnad är att den gamla draken rörde sig lite och vrålade samtidigt som åskådarna såg henne. Den var gjord av latex. Den nya draken rör sig inte alls och är gjord av metall.